# Viljan
För frivilligorganisationen Viljan se Viljan Södermalms Frivilligcentral

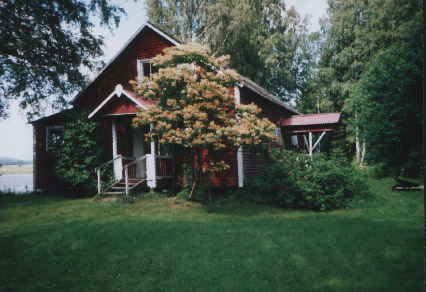
Storstugan, Hovran i bakgrunden

Ekonomiska Semesterhemsföreningen Viljan är en ekonomisk förening som hyr ut stugor på den lilla ön Nötholmen i Dalälven nära orten Grådö i Hedemora kommun. Föreningen grundades på 1940-talet med stöd av bland annat dåvarande Sveriges kommunistiska partis (nuvarande Vänsterpartiet) avdelningar i Hedemora, Säter och Avesta och fackförbundet Byggnads Avesta-avdelning. Den grundades för att ge mindre bemedlade arbetarfamiljer en möjlighet att semestra till en låg kostnad samt socialistiska föreningar en plats att förkovra sig på. Från början var det bara en lägerplats, men ganska snart byggdes ett antal stugor upp på ön. Ön vänder sig i första hand till sina medlemmar men i mån av plats hyrs Storstugan även ut till andra.
Nötholmen, som har fått sitt namn av tidigare kreatursbete på ön, mäter ca 500 x 100 m och ligger nära sjön Hovran, som är ett Natura 2000-område. Ön har gått under öknamnet "Kommunistholmen" och det berättas om Grådöbor som på 1950-talet rott upp till ön för att slåss med "de röda". Föreningen företräder sina medlemmar som engagerar sig och drivit Viljan.
Andelsägarna är Vänsterpartiet i Avesta, Hedemora. Ytterligare andelsägare är några lokalorganisationer i Dalarna, ett fackligt förbund och några privata andelsägare.
Viljans huvudbyggnad, Storstugan, kan man se från fastlandet om man befinner sig mellan Backa och Grådöbron, den har rustats lite under 2010. Det finns även fem mindre stugor, som företrädesvis ligger på motsatt sida av ön.